# Lars Sullivan
Dylan Miley (ur. 6 lipca 1988 w Westminster) – amerykański profesjonalny wrestler, obecnie występujący w federacji WWE w rozwojowym brandzie NXT pod pseudonimem ringowym Lars Sullivan.

## Kariera profesjonalnego wrestlera

### WWE

#### NXT (od 2013)
Miley podpisał kontrakt z WWE w październiku 2013. Dwanaście miesięcy później rozpoczął treningi w szkółce WWE Performance Center i zadebiutował w ringu w marcu 2015 pokonując Marcusa Louisa podczas gali WrestleMania Axxess. Przez dwa kolejne lata sporadycznie występował podczas gal typu house show rozwojowego brandu NXT. Miley zadebiutował w telewizji 12 kwietnia 2017 podczas odcinka tygodniówki NXT, gdzie wraz z Michaelem Blaise’em przegrał z #DIY, zaś po walce zaatakował swojego partnera. W maju zaadaptował nowy pseudonim „Lars Sullivan”. Jego kolejne wystąpienia wyglądały bardzo podobnie, gdzie po przegranych w drużynowych walkach atakował swoich partnerów. Swoją pierwszą singlową walkę miał stoczyć 23 sierpnia, lecz przed pojedynkiem zaatakował No Way Josego. 6 września wygrał three-on-one handicap match z trzema przeciwnikami. Podczas rywalizacji z Josem był przedstawiany jako niepokonany, inteligentny i zarazem silny zawodnik.
8 listopada Kassius Ohno poprosił generalnego menadżera Williama Regala o walkę z Sullivanem. Ostatecznie doszło do niej 18 listopada podczas gali NXT TakeOver: WarGames, gdzie Sullivan odniósł kolejne zwycięstwo.

## Styl walki
- Finishery
  - Freak Accident (Waist-lift side slam)[1][2]

- Inne ruchy
  - Biel throw
  - Canadian backbreaker rack
  - Delayed vertical suplex
  - Diving headbutt
  - Gorilla press powerslam
  - Grounded knee strikes
  - Iron claw slam
  - Lariat
  - Pop-up powerslam
  - Scoop powerslam

- Przydomki
  - „The Freak”
  - „The Leviathan”

- Motywy muzyczne
  - „Freak” ~ CFO$